# محمود خلیل (بازیکن هندبال)
محمود خلیل (انگلیسی: Mahmoud Khalil؛ زادهٔ ۱ ژوئن ۱۹۹۱) بازیکن هندبال اهل مصر است.